# Gotan Project
Gotan Project је француско-аргентинска музичка група настањена у Паризу, коју чине Филипе Коен Солал (Француз), Едуардо Макароф (Аргентинац) и Кристоф Милер (Швајцарац).
Група је формирана 1999. године. Годину дана касније појављује се њихово прво издање Vuelvo Al Sur/El Capitalismo Foraneo, које претходи албуму La Revancha del Tango из 2001. Њихова музика је чисти танго у комбинацији са елементима електронике.

## Име бенда
Име бенда је настало игром речи назива албума чувене танго компилације, коју је снимило више америчких класичних музичара, објављене 1982. године. Овај албум носи назив Tango Project и садржи извођење Карлоса Гердела (Carlos Gardel) и Алфреда ле Пера (Alfredo Le Pera) чувене танго песме Por Una Cabeza која се нашла у филмовима Мирис жене, Шиндлерова листа и Истините лажи.
Пратећи успех ре-издања Tango Project албума, трио је одлучио да свом бенду да име које ће бити нека врста доприноса чувеној компилацији. Користећи шатровачку верзију назива албума, што је веома популаран начин изражавања у Јужној Америци, добија се име бенда (Gotan Project). 

## Дискографија
- 2000 Vuelvo Al Sur/El Capitalismo Foraneo
- 2001 La Revancha del Tango
- 2004 Inspiración Espiración
- 2006 Lunático
- 2006 El Norte
- 2008 Gotan Project Live
- 2010 Tango 3.0

## Видеографија
- 2005 La Revancha del Tango Live